# Trafford Leigh-Mallory
Trafford Leigh-Mallory (Mobberley, 11 luglio 1892 – Alpi francesi, 14 novembre 1944) è stato un generale britannico.
Prestò servizio nella Royal Air Force dal 1914 al 1944. Morì nel 1944 sulle Alpi francesi insieme alla moglie e a tutte le altre persone con cui stava viaggiando in un aereo che si schiantò al suolo.
Ha comandato il 12º Gruppo della RAF. che difendeva le Midlands e l'East Anglia. È stato il comandante delle forze aeree alleate durante lo sbarco in Normandia.

## Biografia
Trafford Leigh-Mallory era figlio di Herbert Leigh Mallory, rettore di Mobberly ed era anche il fratello minore di George Mallory, il famoso alpinista scomparso sull'Everest. Fu educato ad Haileybury e al Magdalene College di Cambridge, dove fu membro del circolo letterario. Qui incontrò Arthur Tedder, il futuro maresciallo della Royal Air Force. Ottenne il suo baccalaureato in legge e si associò allo Inner Temple a Londra con l'obbiettivo di divenire un barrister quando nel 1914 scoppiò la guerra.

### Prima guerra mondiale
Leigh-Mallory si arruolò immediatamente, da volontario, nella Territorial Army, nel battaglione del Reggimento reale di Liverpool (King's (Liverpool Regiment) come soldato semplice. Fu subito nominato ufficiale e inviato al reggimento Lancashire Fusiliers per un corso ufficiali mentre il suo battaglione si imbarcò. Nella primavera del 1915 arrivò al fronte con il South Lancashire Regiment e fu ferito durante un attacco nel corso della Seconda battaglia di Ypres. Tornato in Inghilterra sposò Doris Sawyer, con cui ebbe due figli.

## Battaglia d'Inghilterra
Nonostante la sua scarsa esperienze nei caccia, Leigh-Mallory fu nominato comandante del 12° Group della Raf e si dimostrò un energico organizzatore ed un leader. Il 1º novembre 1938, fu promosso Air Vice-Marshal, uno degli ufficiali più giovani con questo grado allora nella RAF. Era molto apprezzato dal suo staff, ma le sue relazioni con il comando della sua base erano tese.

### Il 12° Group ed il "Big Wing"
Durante la Battaglia d'Inghilterra, Leigh-Mallory entrò in disaccordo con il Air Vice-Marshal Keith Park, il comandante dell'11° Group. Park, che era responsabile della difesa dell'Inghilterra sud-orientale e di Londra, si lamentava che il 12° Group non faceva abbastanza per proteggere i campi di aviazione nel sud-est. Leigh-Mallory, d'altro lato, aveva progettato assieme allo Squadron Leader Douglas Bader una formazione di combattimento, nota come Big Wing - che usavano, con un certo anche se piccolo successo per andare a caccia dei bombardieri della Luftwaffe.
Dopo la battaglia d'Inghilterra il maresciallo capo dell'aria Charles Portal, il nuovo Chief of the Air Staff, che condivideva le opinioni di Leigh-Mallory, rimosse Park e Dowding dai loro incarichi. Leigh-Mallory sostituì Park come comandante dell'11° Group. Essendo stato il beneficiario dei cambiamenti nel comando, Leigh-Mallory fu accusato di aver organizzato un complotto per prendere il posto di Dowding.
Morte ed eredità
Il 16 agosto 1944, con la Battaglia di Normandia quasi finita, Leigh-Mallory fu nominato Comandante in Capo dell'Aviazione del Comando dell'Asia sudorientale (SEAC) con il grado temporaneo di maresciallo capo dell'aviazione. Ma, prima che potesse prendere il suo posto, il 14 novembre lui e sua moglie morirono durante il viaggio verso la Birmania quando il loro Avro York MW126, pilotato dal capo dello squadrone Charles Gordon Drake Lancaster (DFC e Bar), si schiantò sulle Alpi francesi, uccidendo tutte le persone a bordo. Una corte d'inchiesta ha stabilito che l'incidente era una conseguenza del maltempo e che avrebbe potuto essere evitato se Leigh-Mallory non avesse insistito affinché il volo procedesse in condizioni così sfavorevoli contro il parere del suo equipaggio. Il suo sostituto al SEAC fu il suo rivale della battaglia d'Inghilterra Air Marshal Sir Keith Park.
Lui e sua moglie sono sepolti, insieme a 10 membri dell'equipaggio, a Le Rivier d'Allemont, 15 miglia a est-sud-est di Grenoble, a breve distanza dal luogo dell'incidente aereo. Per celebrare il 60 ° anniversario dell'incidente e la morte di Leigh-Mallory, il comune locale ha aperto un piccolo museo vicino al luogo dell'incidente, a lui dedicato, nel 2004.
La locomotiva a vapore della classe Battle of Britain numero 34109, costruita per la regione meridionale delle ferrovie britanniche nel 1950, prese il nome di Sir Trafford Leigh-Mallory.